# Кенет Уайт
Kenneth White (на английски: Kenneth White), роден на 28 април 1936, е шотландски поет, академик и писател.

## Биография
Кенет Уайт е роден в Горбалс, Глазгоу, Шотландия, но прекарва цялото си детство във Феърли, близо до Ларгс, Северен Еършър, където баща му работил като железопътен сигнализатор.
Уайт завършва със степен First-class honours с френски и немски в Университета на Глазгоу. От 1959 до 1963 г. Уайт учи в Парижкия университет, където получава и докторантура. Закупува „Гургунел“, стара ферма в района на Ардеш, Франция, където иска да прекарва лятото и есента и да работи върху проекта си, който по-късно ще се превърне в „Писма от Гургунел“.
През 1963 г. Уайт се завръща в Университета на Глазгоу, където преподава френска литература до 1967 г. Разочарован от съвременната британска литература и поетична сцена той напуска университета, мести се в град По, близо до Пиренеите, където изнася лекции на английски в Университета в Бордо. Изключен е от университета, след като участва в студентски протести през май 1968 г. Остава в По и започва да води лекции в Университет Париж-VIII от 1969 до 1983 година, когато напуска Пиренеите и се мести на северното крайбрежие на Бретан, а новата му позиция е председател на поетиката на 20 век в Парижкия университет.
През 1989 година Уайт основава Международния институт по геопоетика и насърчава по-нататъшното изследване в областта на междукултурната, трансдисциплинарна област, развил я в предходното десетилетие.
През октомври 2005 г. Кенет Уайт изнася поредица от три лекции по проекта „Геопоетика“ в планинските райони и островите на Шотландия.
Уайт притежава почетни докторски степени от Университета в Глазгоу, Университета на Единбург и Отворения Университет. Почетен член на Кралската шотландска академия и назначен за гост-професор в шотландския UHI Millennium Institute.

### Поезия
- Wild Coal. Paris: Club des Étudiants d’Anglais (Sorbonne). (1963)
- En toute candeur. Paris: Mercure de France. (1964)
- The Cold Wind of Dawn. London: Jonathan Cape. (1966)
- The Most Difficult Area. London: Cape Goliard. (1968)
- Scènes d'un monde flottant. Lausanne: Alfred Eibel Editeur. (1976)
- Terre de diamant. Lausanne: Alfred Eibel Editeur. (1977)
 Диамантена земя, Атлантика (2000), Издателско ателие Аб, прев. Николай Кънчев
- Mahamudra. Paris: Mercure de France. (1979)
- Ode fragmentéeà la Bretagne blanche. Bordeaux: Willim Blake & Co. (1980)
- Le Grand Rivage. Paris: Nouveau Commerce. (1980)
 Големият бряг (1985), Варна : изд. „Георги Бакалов“, прев. Николай Кънчев
- Le dernier voyage de Brandan. Paris: Les Presses d'Aujourd'hui. (1981)
- Atlantica. Paris: Grasset. (1986)
- L'anorak du goéland. Rouen: L’Instant Perpétuel. (1986)
- The Bird Path: Collected Longer Poems. Edinburgh and London: Mainstream. (1989)
- Handbook for the Diamond Country, Collected Shorter Poems 1960 – 1990. Edinburgh and London: Mainstream. (1990)
- Les Rives du silence. Paris: Mercure de France. (1998)
Бреговете на мълчанието (2001), ЛИК, прев. Николай Кънчев
- Limites et marges. Paris: Mercure de France. (2000)
- Open World: Collected Poems 1960 – 2000. Edinburgh: Polygon. (2003)
- Le passage extérieur. Paris: Mercure de France. (2005)
- Les archives du littoral. Paris: Mercure de France. (2011)

### Проза
- Letters from Gourgounel. London: Jonathan Cape. (1966)
- Les Limbes Incandescentes. Paris: Denoël. (1976)
- Derives. Paris: Denoël. (1978)
- L'Ecosse. Paris: Flammarion. (1980)
- Le Visage du Vent d'Est. Paris: Les Presses d'Aujourd'hui. (1980)
- La Route Bleue. Paris: Grasset. (1983) 
 Синият път (1988), Профиздат, прев. Николай Кънчев
- Travels in the Drifting Dawn. Edinburgh and London: Mainstream. (1989)
- Les Cygnes sauvages. Paris: Grasset. (1990)
Дивите лебеди: Пътуване-хайку (1999), „Български писател“, прев. Николай Кънчев
- Pilgrim of the Void. Edinburgh and London: Mainstream. (1992)
- House of Tides: Letters from Brittany and Other Lands of the West. Edinburgh: Polygon. (2000)
- Across the Territories. Edinburgh: Polygon. (2004)
- Le Rôdeur des confins. Paris: Albin Michel. (2006)
- La Carte de Guido. Paris: Albin Michel. (2011)

### Есета
- The Tribal Dharma. Carmarthen: Unicorn Bookshop. (1975)
- The Coast opposite Humanity. Carmarthen: Unicorn Bookshop. (1975)
- Approches du Monde Blanc. Paris: Nouveau Commerce. (1976)
- The Life-technique of John Cowper Powys. Swansea: Galloping Dog Press. (1978)
- Segalen, Théorie et Pratique du Voyage. Lausanne: Alfred Eibel. (1979)
- La Figure du dehors. Paris: Grasset. (1982)
- Une apocalypse tranquille. Paris: Grasset. (1985)
Спокоен апокалипсис (1995), Наука и изкуство, прев. Николай Кънчев
- L'esprit Nomade. Paris: Grasset. (1987)
- Le Poète Cosmographe". Presses Universitaires de Bordeaux. (1987)
- Le Monde d'Antonin Artaud". Bruxelles: Complexe. (1989)
- Le Chant du Grand Pays". Nimes: Terriers (1989)
- Hokusai ou l'Horizon Sensible. Paris: Terrain Vague. (1990)
- Le Plateau de l’albatros: Introduction à la géopoétique. Paris: Grasset. (1994)
- Le Lieu et la Parole. Cleguer: Editions du Scorff. (1997)
- Une Strategie Paradoxale". Presses Universitaires de Bordeaux. (1998)
- Les Finisterres de l'Esprit. Cleguer: Editions du Scorff. (1998)
- On Scottish Ground. Edinburgh: Polygon. (1998)
- Le Champ du Grand Travail". Bruxelles: Didier Devillez. (2003)
- The Wanderer and His Charts. Edinburgh: Polygon. (2004)
- L'Ermitage des Brumes. Paris: Dervy. (2005)
- On the Atlantic Edge. Sandstone. (2006)
- Dialogue avec Deleuze. Paris: Isolato. (2007)
- Les Affinités Extremes. Paris: Albin Michel. (2009)

### Интервю (Колекция)
Coast to Coast. Glasgow, Open World and Mythic Horse Press, 1996.

### Преводи
- Showing the Way, a Hmong Initiation of the Dead. Bangkok, Pandora, 1983.
- André Breton, Selected Poems. London, Jonathan Cape, 1969
- André Breton, Ode to Charles Fourier. London, Cape Goliard Press, 1969.

### Записана поезия
- Into the White World. Две касети поетично четене, Scotsoun, 13 Ashton Rd, Glasgow G12 8SP, 1992.